# ساعة سامراء الشمسية

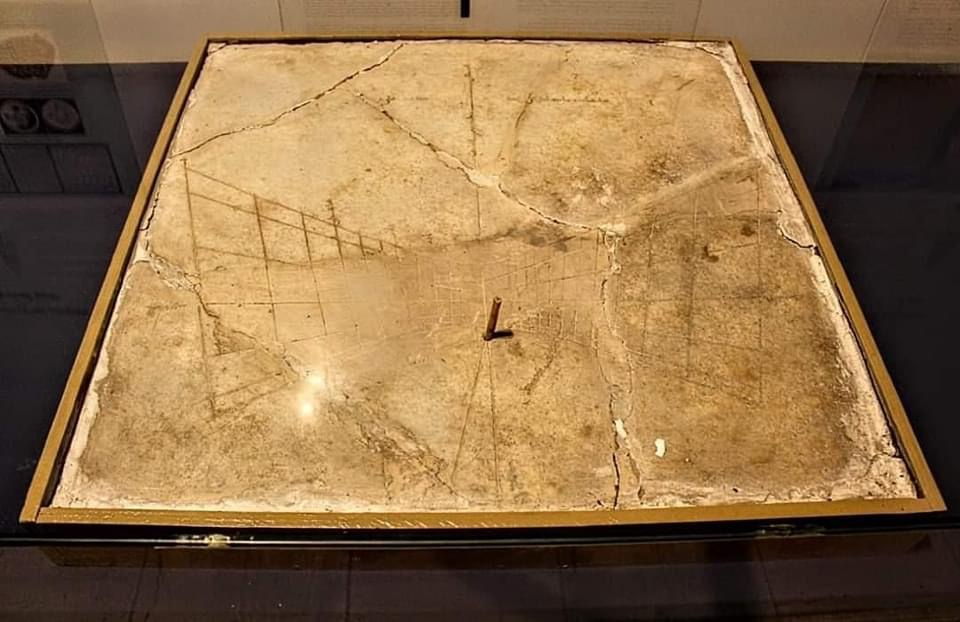

ساعة سامراء الشمسية وهي لوحة من الرخام مربعة الشكل طولها 80سم، وعرضها 76سم، عثر عليها في سامراء بالصدفة، وتبين انها كانت (مزولة) ساعة شمسية تعود إلى القرن التاسع الميلادي.

## مقدمة
اهتم العرب بحساب الزمن ومعرفة الوقت حيث كان ذلك جليّاً من خلال ابتكاراتهم لأنواع مختلفة من الساعات سواء المائية منها أو الشمسية التي ذكرتها المراجع القديمة، وعلى سبيل المثال لا الحصر، من الساعات المائية الشهيرة ساعة المدرسة المستنصرية المائية العجيبة، وساعة جامع القرويين في المغرب، وبرج الساعة في تلمسان بالجزائر، وتبيّن أن اقدم ساعة مائية في المغرب والتي عثر عليها في فاس بالمغرب حيث كتب عليها تاريخ صنعها (763 ه‍/1362 م).وهكذا كانت الساعات العربية ذائعة الصيت تفاخر في إهدائها الخلفاء والحكام والأثرياء. وكذلك بالنسبة للساعة الشمسية امتاز العرب بمهارة فائقة في اختراعها واعطوها شكلاً دائري يتوسط محور دائري، لتحديد موضع الشمس ومن ثم معرفة الوقت. وكانت ساعة الشمس الإسطوانية أكثر اختراعاتهم أصالة وفناً في هذا الحقل، وقد سميت
هذه الساعة بساعة (الرحلة) ووصلت إلى يد هرمان الكسيح في دير (رايخنو) حيث قام بوصفها وسرعان ما وصل وصف هذه الآلة العجيبة إلى الغرب. كما أوجد العرب الساعة الدقاقة التي تعلن الغداء بصوت رنان، ومن أهم أنواع الساعات السمسية العربية تلك التي كانت تسمى (الرخامة). وقد ذكر ابن ابي اصيبعة ان ثابت بن قرة قد ألف كتاباً أسماه (كتاب في آلآت الساعات التي تسمى رخامات)، وذكرت في مصادر أخرى عديدة.

## ساعة سامراء الشمسية
في سنة 1972م، كان عمّال الهاتف في مدينة سامراء يقومون بأعمال الحفر لمدّ الأسلاك، وفجأة ظهرت لهم لوحة مربعة من الرخام المعروف في العراق، وأُصيبت ببعض التهشم عند استخراجها ثمّ جُلبت إلى المتحف الوطني في بغداد، فتمت معالجتها مختبرياً وترميمها فكانت المفاجأة حينما ظهرت معالمها وما تحمله من خطوط وكتابات عربية.. إذ أنها تمثل ساعة شمسية.
اللوحة مربعة الشكل تقريباً، طولها 80 سنتم وعرضها 76 سنتم، وفي أعلى اللوحة سطر من كتابة عربية محفورة على اللوحة بشكل حزٍّ عميق، قوامها عبارتان، تلك التي على الجهة اليمنى نصّها: «ساعات زمانية لغرض أد» (؟)، وعلى الجهة اليسرى عبارة: «صنعة علي بن عيسى»، وبأسفل ذلك خطوط يلاحظ منها خطان رئيسيان متقاطعان ومتعامدان، يوضح أحدهما اتجاه الشمال حيث كُتب في أعلاه كلمة «الشمال» وكتب في أسفله كلمة «الجنوب»، وتوجد على هذا الخط عبارة نصها «خط نصف النهار» مما يدل على كونه ينصف الساعة إلى نصفين متساويين. أما الخط الثاني الذي يتقاطع معه فيوضح الجهتين الأُخريين حيث كتبت على اليمين كلمة «المشرق» وعلى اليسار كلمة «المغرب». وهكذا يوضح لنا الخطان المذكوران الجهات الأربع، حيث يجب ضبط اللوحة (الساعة) حسب تلك الاتجاهات. وتوجد خطوط تمتد من الشرق إلى الغرب تتقاطع مع خط الشمال بشكل زوايا منفرجة مكوِّنة ستة حقول أفقية غير منتظمة في عرضها، إذ أنها تتسع كلما ابتعدت عن خط الشمال نحو الشرق والغرب. وعن يمين خط الشمال ويساره توجد خطوط عمودية موازية له تقريباً تقسّم اللوحة إلى (24) قسماً كل (12) قسماً على جانب من جانبَي خط الشمال، حيث كتبت عليها الساعات ابتداء من جهة اليسار أي جهة المغرب على اللوحة، وبقيت منها كلمات تشير إلى «ساعتان» و «ثلاث» و «أربع». وفقدت المعالم التي تشير إلى الساعات على الجانب الأيمن من اللوحة (الساعة) وهناك كتابات تشير إلى موعد وقت العصر حيث وردت عبارة في الجانب الأيمن نصها «ساعة وقت صلاة العصر». ومن المعلوم أن استخراج الوقت يتم بواسطة الظل الذي يتركه الوتد المثبت أسفل خط الشمال السالف الذكر، حيث لا يزال الثقب الصغير الذي يثبت فيه الوتد موجوداً على اللوحة. ويلاحظ أيضاً خط آخر يخرج من نفس موضع تثبيت الوتد باتجاه الجنوب الغربي يوضح بلا شك خط اتجاه القبلة (مكة المكرمة) بالنسبة إلى العراق.
استناداً إلى ذلك فإن ما ورد في ساعة سامراء من تقسيمات يُختَصر باثنتي عشرة ساعة من ساعات النهار. ففي أقصى جهة اليسار تبدأ الساعة الواحدة صباحاً وتنتهي في وسط النهار الذي هو وقت الظهر في الساعة السادسة، ثمّ ابتداء الشمس بالزوال ويزداد الظل تدريجاً حتّى يأتي وقت العصر، وعندما تغيب الشمس ينتهي النهار، وتكون الساعة حينئذ هي الثانية عشرة عندما يحل وقت المغرب. وما يزال هذا الأسلوب متَّبعاً حتّى الوقت الحاضر في تحديد أوقات الصلوات اليوميّة.
أما تاريخ صناعة ساعة سامراء فيُستَدلّ عليه من صانع الساعة علي بن عيسى الذي عاش في سامراء أواسط القرن التاسع الميلادي. وعلى هذا فهي أقدم ساعة من نوعها تعود إلى العصر الإسلامي اكتُشِفت في عاصمة العباسيين سامراء وعليها اسم صانعها، ولذلك تعد مفخرة من مفاخر الحضارة المشرقية في العصر الإسلامي.

## انظر ايضاً
- ساعة المدرسة المستنصرية